# Trematoda
Los trematodos (Trematoda, del griego trimatodis, con aberturas o ventosas) son una clase del filo de gusanos platelmintos que incluye  especies parásitas de animales, algunas de las cuales infectan al ser humano. Son conocidos comúnmente por duelas. La mayoría de los trematodos tienen ciclos de vida complejos con estadios que afectan a varias especies; en estado adulto son endoparásitos de vertebrados, incluido el ser humano (como por ejemplo Fasciola hepatica, Paragonimus y Schistosoma), y en estado larvario lo son de moluscos y, a veces, de un tercer hospedador.

## Estructura

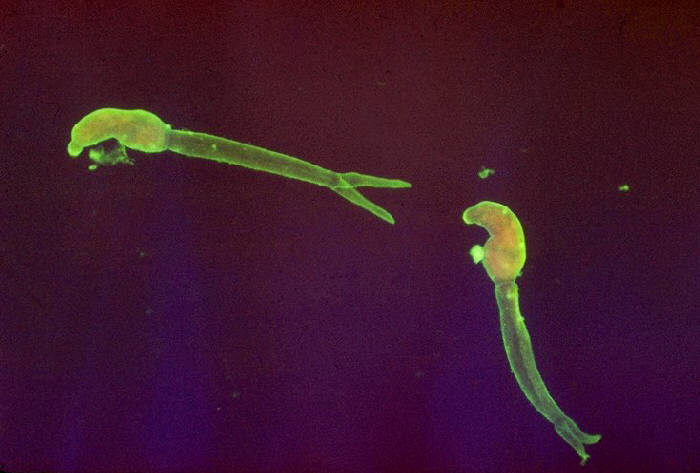
Larva cercaria de Schistosoma.

El tamaño de los trematodos varía entre uno y varios centímetros de longitud. Poseen órganos adhesivos (ventosas, ganchos) que los fijan al hospedador. Los digéneos presentan casi siempre dos ventosas, una anterior que rodea la boca y otra ventral o posterior, que puede faltar. Los aspidogástreos carecen de ventosa oral y presentan un disco adhesivo ventral cuya superficie está tabicada en una serie de alvéolos; en Stichocotyle dicho disco adhesivo está reemplazado por una hilera de ventosas.

## Pared del cuerpo
Los trematodos se caracterizan por tener un cuerpo no segmentado, con frecuencia en forma de hoja, y revestido por un tegumento no ciliado  formado por una cutícula no quitinosa, generalmente gruesa; por debajo de ella existe un epitelio sincitial y, bajo este, fibras musculares longitudinales y circulares.
Debajo de la musculatura existe un parénquima de origen mesodérmico formado por masas de células poliédricas que acumulan glucógeno y grasa. En las especies anaerobias, endoparásitas del tubo digestivo el glucógeno se usa en un tipo especial de fermentación que libera CO2 y ácidos grasos.

## Órganos internos
El aparato digestivo se inicia en la boca, situada en posición apical o ventral, seguida por la faringe y el intestino, que está dividido en dos troncos principales que, a su vez, pueden ramificarse; como es norma en los platelmintos, carecen de ano. El aparato excretor consta de protonefridios que confluyen en uno o dos vasos que se abren al exterior a través de uno o más poros excretores.
El sistema nervioso consta de un plexo cerebral del que parten dos cordones nerviosos ventrales, dos laterales y, a menudo, dos dorsales. Los órganos de los sentidos están poco desarrollados en la fase adulta.
El aparato reproductor es muy complejo y está muy desarrollado. En general son hermafroditas, pero los esquistosomas tiene sexos separados. El aparato genital masculino consta de uno o dos testículos, a veces ramificados, de los que parten los conductos deferentes que confluyen en el órgano copulador (bolsa del cirro). El aparato reproductor femenino consta de un ovario y uno o más vitelógenos (glándulas productoras de vitelo); el oviducto y los viteloductos conducen los óvulos y las células vitelinas al ootipo, del cual parte el útero que desemboca cerca del poro genital masculino o en un atrio genital común situado en posición ventral.
No tienen sistema circulatorio, de forma que los productos digeridos pasan directamente al mesénquima y de ahí a las células.
No poseen sistema respiratorio debido a su modo de vida parasitario.
La estructura y fisiología de los trematodos es bastante semejante a la clase Rhabditophora. Las duelas tienen órganos adhesivos orales y ventrales que los fijan al hospedador, del cual chupan tejidos, moco, fluidos y/o sangre. La epidermis de los trematodos no es ciliada y permite los intercambios gaseosos y la eliminación de compuestos nitrogenados, al mismo tiempo que los protege de las enzimas segregadas por el hospedador. se reproducen sexualmente y casi todos son hermafroditas.

## Ciclo biológico
Los trematodos tienen complejos ciclos vitales, parasitando a varios hospedadores vertebrados e invertebrados. Además presentan una complicada alternancia de generaciones, conocida como heterogonia en la que se dan varias generaciones partenogenéticas consecutivas seguidas de una generación bisexual.

### Miracidios
Los huevos pasan del hospedador a las heces. Cuando los huevos alcanzan el medio dulceacuícola, se produce la eclosión y salen unas larvas nadadoras de vida libre con cilios llamadas miracidios. Los miracidios penetran en un hospedador intermediario, que en general es un gasterópodo o una almeja de río. Dentro de este hospedador intemediario el miracidio se transforma en otro tipo larvario llamado esporocisto.

### Redias y cercarias
El esporoquiste o esporocisto forma unas bolas germinales en su interior mediante reproducción asexual y las libera, estas bolas se diferencian en el siguiente tipo larvario, llamado redias que, por partenogénesis, originan las cercarias, formas nadadoras libres que salen del hospedador intermedio y, mediante enzimas, perforan la cubierta del segundo hospedador intermediario, que suele ser un artrópodo y penetrando en él, se enquistan y se transforman en metacercarias.
|  | 1.- Los huevos abandonan el hospedador definitivo con las heces. 2.- De los huevos eclosionan larvas ciliadas nadadoras de vida libre miracidio. 3.- Las larvas miracidio penetran en el hospedador intermediario, un caracol de agua dulce, ya sea a través de la pared corporal atravesándola con enzimas proteolíticos, o al ser ingerido. 4.- En el interior del caracol, las larvas miracidio se transforman en esporoquistes (4a) que dan lugar a redias (4b) y éstas a cercarias (4c). 5.- Las cercarias abandonan el caracol y, tras un periodo de vida libre en el agua se enquistan sobre plantas acuáticas, transformándose en metacercarias. 6.- Las metacercarias son ingeridas por el ganado o por los humanos, los hospedadores definitivos que se desenquistan en el duodeno (7). 8.- Del duodeno pasan a los conductos biliares, donde originan los adultos que producirán huevos que abandonarán el hospedador y cerrarán el ciclo. |

### Metacercarias
En esta fase son ingeridas por el hospedador definitivo, en general un vertebrado que depreda el hospedador anterior. En este huésped definitivo, la metacercaria abandona el quiste, se desarrolla, pone huevos que son expulsados con las heces y se cierra el ciclo. Algunos trematodos son capaces de impedir la reproducción de sus huéspedes generando hormonas que producen la castración química del mismo.
En las especies de Digenea acuáticos sanguíneos, el miracidio penetra un molusco transformándose en esporocistos que se albergan en el manto, hepatopáncreas y gónadas. Ahí son liberadas cercarias que migran desde el caracol hasta encontrar a su próximo hospedador, pez o ave acuática, en donde por atracción química de compuestos tales como ceramidas y lípidos de la piel penetran y forman al adulto en el ave como hospedador definitivo. La enfermedad conocida con el nombre de dermatitis cercarial, es causada por la penetración accidental de especies de cercarias a la piel humana, a causa de la similitud entre la piel aviar y humana en relación con la composición de químicos.

## Importancia sanitaria

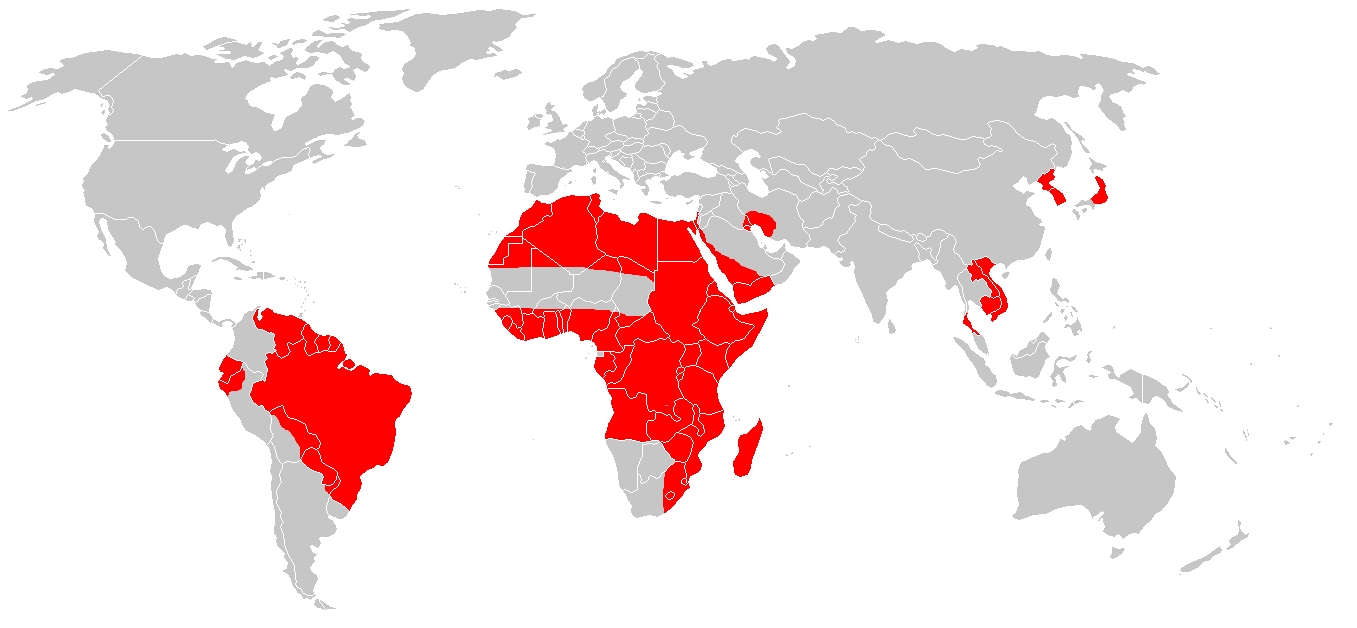
Distribución mundial de la bilharzia cuyo agente causal es Schistosoma.

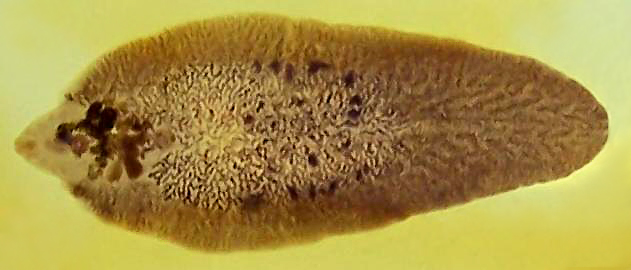
Fasciola hepatica.

Los aspidogastros parasitan moluscos y vertebrados (peces y tortugas) de agua dulce o marinos, y no tienen ninguna importancia económica ni sanitaria.
Todos los trematodos con importancia sanitaria pertenecen a la subclase de los digeneos. En función al órgano que infectan, se les clasifica en dos grupos, trematodos de los tejidos (conductos biliares, pulmones, hígado, músculos, etc.) y trematodos sanguíneos.
Los trematodos de los tejidos incluyen: Paragonimus westermani en el pulmón, Clonorchis sinensis y Fasciola hepatica en el hígado. En el grupo de los trematodos sanguíneos hay varias especies del género Schistosoma.

### Trematodos de importancia para el hombre
En la siguiente tabla se resumen los principales trematodos que afectan a la especie humana. En el caso de los esquistosomas, el caracol es el único hospedador intermediario, mientras que en el resto existe otro hospedador además del caracol.
| Parásito                 | Caracol intermediario | Vehículo infección             |
| ------------------------ | --------------------- | ------------------------------ |
| Schistosoma haematobium  | Bulinus               | Agua contaminada               |
| Schistosoma mansoni      | Biomphalaria          | Agua contaminada               |
| Schistosoma japonicum    | Oncomelania           | Agua contaminada               |
| Schistosoma intercalatum | Bulinus               | Agua contaminada               |
| Schistosoma mekongi      | Tricula aperta        | Agua contaminada               |
| Fasciola hepatica        | Lymnaea               | Ingestión de plantas acuáticas |
| Fasciola gigantica       | Lymnaea               | Ensaladas                      |
| Fasciola buski           | Planorbidae           | Ingestión de plantas acuáticas |
| Clonorchis sinensis      | Bithynia              | Ingestión de pescado crudo     |
| Opistorchis viverrini    | Bithynia              | Pescado                        |
| Heterophyes heterophyes  | Bithynia              | Pescado                        |
| Metagonimus yokogawai    | Bithynia              | Pescado                        |
| Paragonimus westermani   | Hydrobidos            | Ingestión de Cangrejos de río  |
| Paragonimus mexicanus    | Hydrobidos            | Cangrejos de río               |
| Paragonimus africanus    | Hydrobidos            | Cangrejos de río               |

En la siguiente tabla se resume la localización de algunos de estos trematodos en el ser humano.
| Especie                 | Localización en el ser humano                           |
| ----------------------- | ------------------------------------------------------- |
| Schistosoma haematobium | Venas de vejiga, próstata y útero                       |
| Schistosoma mansoni     | Venas de los plexo mesentérico inferior y hemorroidales |
| Schistosoma japonicum   | Venas del plexo mesentérico superior                    |
| Fasciola hepatica       | Hígado y conducto biliar                                |
| Clonorchis sinensis     | Hígado                                                  |
| Fasciolopsis buski      | Intestino                                               |
| Paragonimus westermani  | Pulmón                                                  |

## Taxonomía
Los trematodos se dividen en dos subclases y cinco órdenes:
- Subclase Aspidogastrea
- Subclase Digenea

Orden Azygiida
Orden Echinostomida
Orden Opisthorchiida
Orden Plagiorchiida
Orden Strigeidida
Los sistemas de clasificación previos incluían los Monogenea en los trematodos junto a Digenea y Aspidogastrea, basándose en que todos son parásitos vermiformes. La taxonomía de los platelmintos está siendo objeto de una intensa revisión gracias a los estudios filogenéticos modernos. Fuentes actuales sitúan los Monogenea en una clase separada dentro del mismo filo.